# Cratere Erulus
Erulus è un cratere sulla superficie di Dione.